# Pierre percée (Aroz)

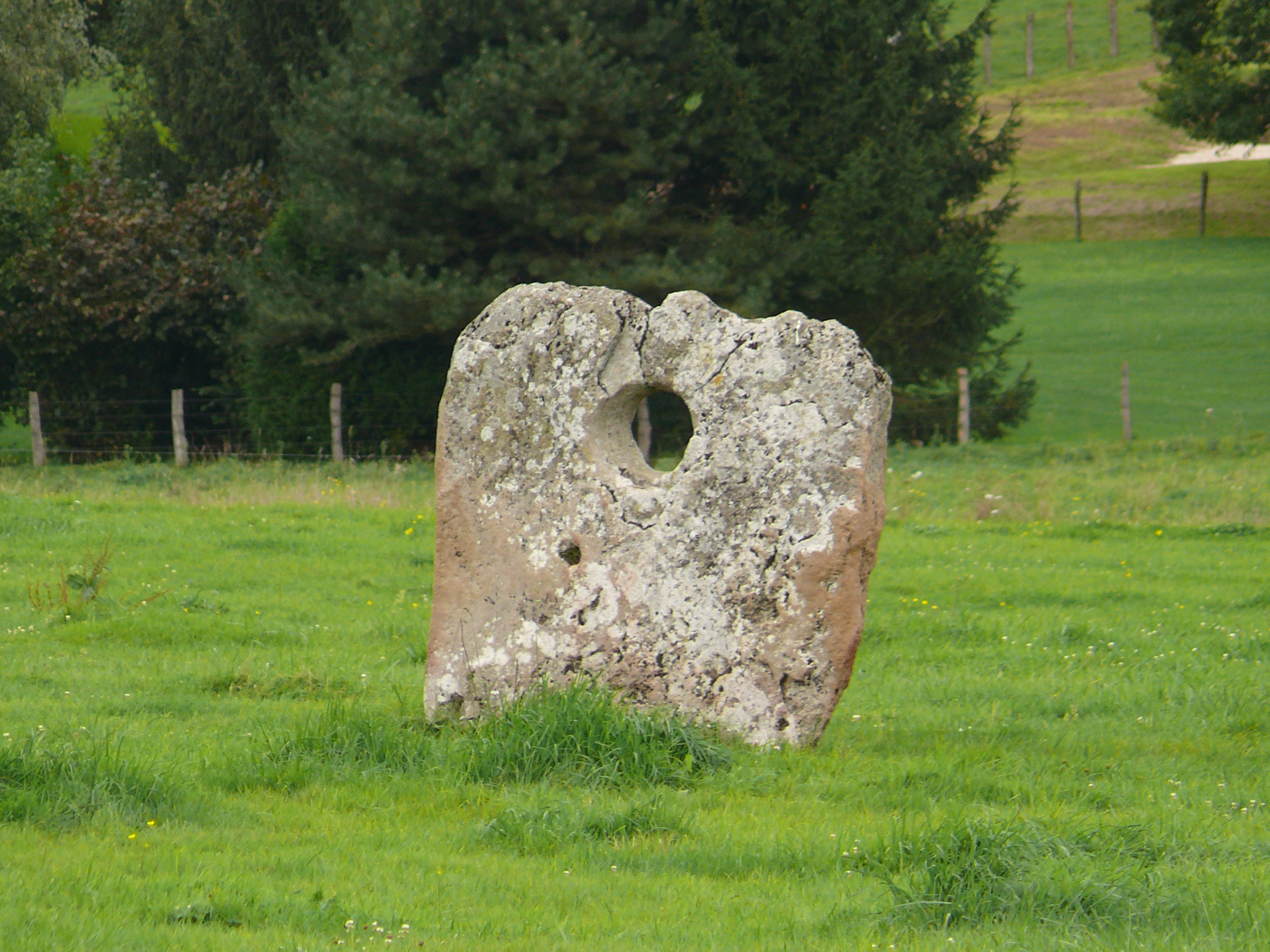
Lochstein von Aroz

Der seit 1921 als Monument historique eingestufte Pierre percée (deutsch Loschstein) ist ein Monolith mit einem Seelenloch. Er steht in einem Feld bei Aroz, westlich von Vesoul, im Département Haute-Saône in der Region Franche-Comté in Frankreich.

## Beschreibung
Der Stein ist etwa 2,0 m breit und 1,7 m hoch und hat eine durchschnittliche Dicke von 35 cm. Die ursprünglich als Zugang dienende Platte ist der Rest eines jungsteinzeitlichen Galeriegrabes vom Typ Schwörstadt. Dieser Dolmentyp, von dem heute häufig nur noch die Megalithen mit dem Seelenloch erhalten sind, ist charakteristisch für die Region, die sich über Teile des Südostens Frankreichs, die westliche Schweiz und den Süden von Baden-Württemberg erstreckt.
Der Pierre percée von Traves steht nur 1,3 Kilometer entfernt.